# Pueblo yanomami
Los yanomamö o yanomamis son una etnia indígena americana dividida en tres grandes grupos: sanumá, yanomam y yanam. Aunque hablan lenguas diferentes, se entienden entre ellos. Se denominan también la nación yanomami. Habitan principalmente en el estado Amazonas de Venezuela y en los estados brasileños de Amazonas y Roraima. También destacan por ser uno de los grupos étnicos de menor estatura promedio en el mundo.

## Yanomamis/yanomamos
Se ha apuntado que la razón por la que en muchos idiomas se conocen como yanomami se debe a que fueron los misioneros salesianos de origen italiano los que se encargaron de las misiones católicas en la región de los yanomamos y en italiano el plural de yanomamo es yanomami. Así el padre Cocco, misionero italiano que pasó muchos años viviendo entre los yanomamos, los señalaba con este nombre y no con el plural en italiano. Por otra parte existen dos autónimos nativos que son yąnomamö [jãnomamə] y yąnomami [jãnomamɨ] que son formas de singular.
Varios investigadores están de acuerdo que los yanomamos tienen un origen poligénico, y que no son el resultado de la fusión de diferentes etnias de orígenes heterogéneos.

## Localización

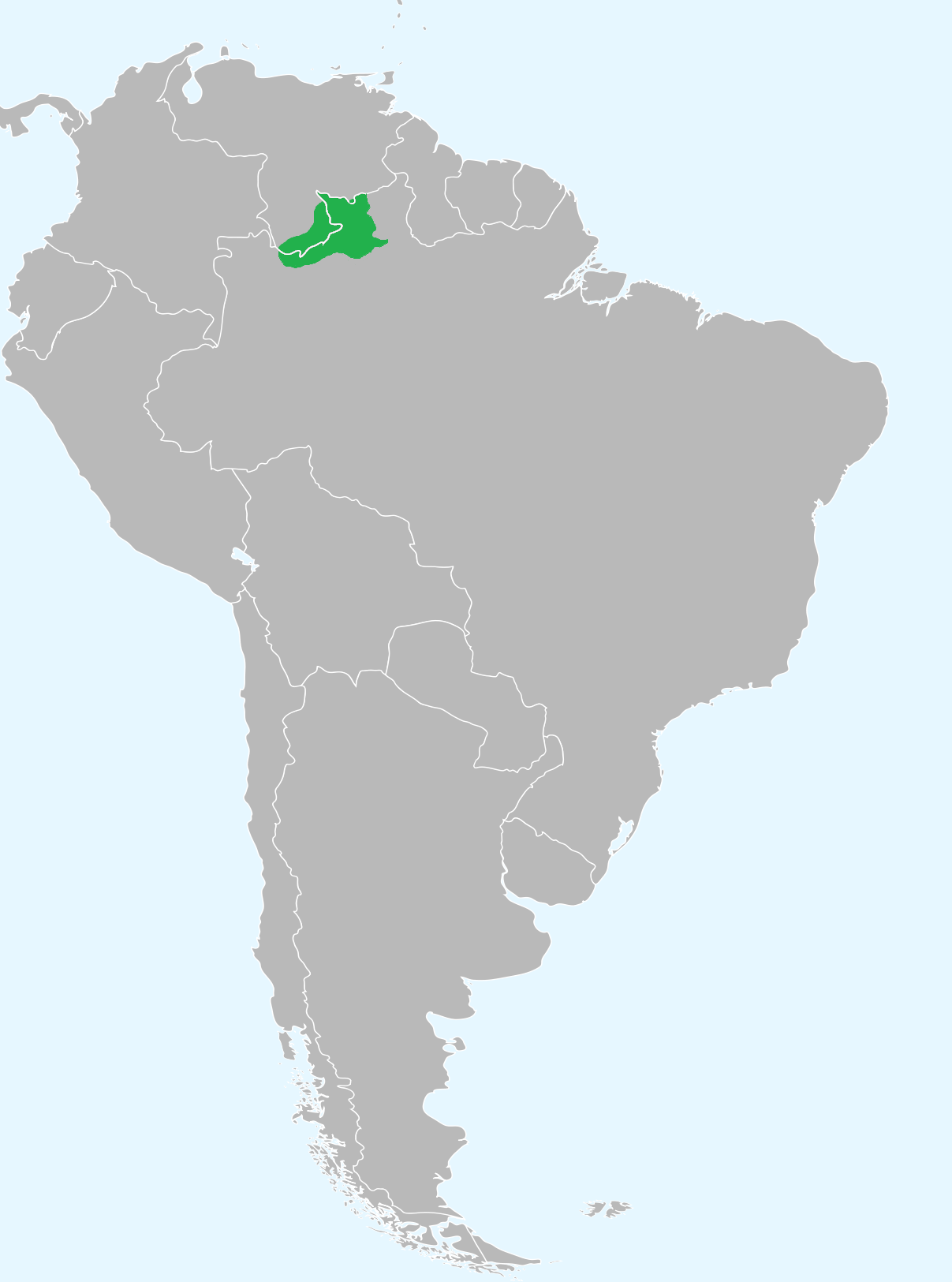
Localización del pueblo yanomami

Alrededor de 20 000 individuos que integran los yanomamis viven desperdigados por la selva tropical, en aldeas separadas por muchos kilómetros de selva virgen. Alrededor del 70 % de esta población ocupa el sur de Venezuela, en el estado Amazonas, mientras que el resto se distribuye por zonas adyacentes en Brasil, en concreto en una zona que comprende parte del estado de Roraima y del Amazonas. Las comunidades yanomamis se concentran en la zona de la cuenca del río Mavaca, en los afluentes del Orinoco, y en la sierra Parima.

## El contacto del pueblo yanomami
A pesar de que los contactos del pueblo yanomami con la sociedad dominante se iniciaron hace más de dos siglos, como consecuencia de la colonización portuguesa en el Amazonas y el río Negro, estos han permanecido relativamente aislados en territorios de refugio.
En Venezuela, según el censo del año 2001, habitan 33 pueblos indígenas diferentes, que en conjunto suman más de 536 000 personas. Estos pueblos representan aproximadamente el 2,3 % de la población total del país. La mayoría de los indígenas venezolanos reside en zonas rurales y tropicales del noreste del país, especialmente en el delta del Orinoco, el Estado Bolívar, y hasta la frontera con Guyana y Brasil, en la región amazónica. También se encuentran comunidades significativas en el suroeste, en el Estado Apure, y en el noroeste, en el Estado Zulia.
Una gran parte de la población indígena vive en áreas bajo régimen de administración especial (ABRAE), destinadas a la protección del medio ambiente. Estas incluyen parques nacionales, reservas forestales, monumentos naturales, áreas protegidas y reservas de la biosfera. Algunas de estas zonas han sido reconocidas como Patrimonio de la Humanidad por su valor ecológico y cultural.
Entre los pueblos indígenas más numerosos se cuentan los piaroa, warao, yukpa, yanomami, barí, pemó, wayúu, makiritare, panare, pumé, wayúu y los kari'ña.
La situación jurídica de los pueblos indígenas ha cambiado con la enmienda constitucional de 1999. Con el cambio constitucional se fortalecen los derechos integrales de los pueblos indígenas y se les da un papel activo en el país. Del mismo modo, la Constitución venezolana reconoce la existencia de los pueblos y comunidades indígenas, su organización social, política y económica, sus costumbres culturales y religiosas, sus lenguas y hábitat. El derecho a la propiedad colectiva de sus tierras también está garantizado.
Las lenguas indígenas son lenguas oficiales para los pueblos indígenas y en todo el territorio de la República deben ser respetadas, ya que representan una riqueza cultural de la nación y de la humanidad. A los pueblos indígenas se les concede además una activa participación y representación política en el Parlamento.
La Organización de los Pueblos Indígenas en el Amazonas (ORPIA) lucha desde su fundación en 1993 por los intereses de la población indígena venezolana en el Amazonas. ORPIA tiene como objetivo materializar los ideales de los pueblos indígenas para preservar su identidad biopsicosocial, histórico y cultural. Sus metas consisten en fijar líneas de acción en las áreas de Territorio, Educación, Ciencia y Tecnología, Protección Ambiental, Derechos Humanos, Salud en pro del bienestar, progreso y desarrollo armónico de las etnias del Amazonas mediados del siglo XX (década de los cincuenta) cuando comenzaron contactos más directos y permanentes con población no indígena. Expertos antropólogos como Jacques Lizot y otros autores afirman que los yanomamis migraron de la zona entre el río Blanco y el río Negro en Brasil, y de alguna manera se refugiaron en un territorio más seguro como la sierra Parima, cadena montañosa entre Venezuela y Brasil. Tras este asentamiento se dieron ciertas condiciones para que la población yanomami creciera numéricamente y se expandiera hacia ciertas zonas del alto Orinoco y sus afluentes.
A mitad del siglo XX los yanomamis mantuvieron encuentros tensos y no amigables con criollos venezolanos y brasileños que se internaron en su territorio para la explotación cauchera, los cuales condujeron a varios enfrentamientos violentos con saldos de personas muertas y el rapto de otras por parte de los yanomamis. En la segunda mitad de dicho siglo, sobre todo a partir de la década del cincuenta, se realiza la expedición venezolano-francesa que descubrió las fuentes del Orinoco y se comienzan a establecer en el territorio yanomami un grupo de misiones religiosas que representan la primera presencia permanente y estructurada de personas no indígenas con actividades directas en la zona; en consecuencia los contactos son cada vez más crecientes entre estos y las comunidades yanomamis ubicadas en áreas de difícil acceso.

## Vivienda

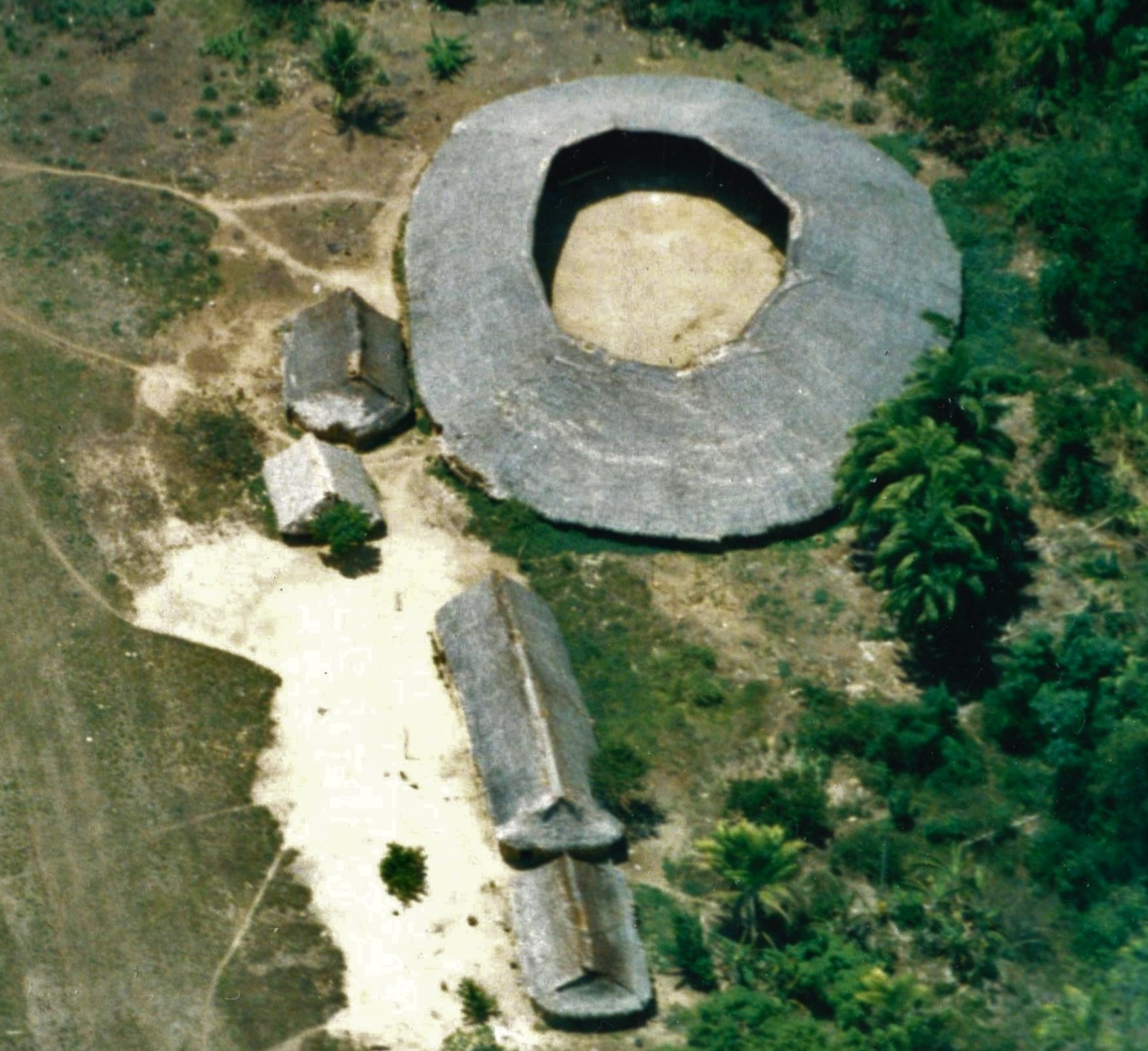
Vista aérea de un shabono yanomami en el norte de Brasil. Los edificios periféricos son para la privacidad de las parejas de recién casados o pueden usarse para preparar caza y pescado.

Viven en aldeas pequeñas, de entre 40 o 50 personas, que se construyen en círculo completamente abiertas. Sus viviendas tienen forma cónica y viven en grupos de familias. La situación de las cabañas puede variar y, en numerosas ocasiones, en lugar de formar un círculo, forman una hilera. Las familias comparten con las otras familias de la comunidad los productos obtenidos de la caza, la pesca o la cosecha (dentro de cada shabono conviven varias familias como una comunidad).

## Mitos y costumbres
Los yanomamis tienen una tradición mitológica muy rica que continúa hasta el día de hoy, pese a la conversión de muchos pemones al catolicismo o al protestantismo. Varios de los mitos más importantes describen los orígenes del Sol y de la Luna, la creación de los tepuyes (monte Rorarima o Dodoima en pemón) y las actividades del héroe creador Makunaima y sus hermanos.
Una de las costumbres de esta etnia es la práctica del canibalismo endogámico como ritual sagrado: en una colectiva ceremonia funeraria se comen las cenizas de los huesos de su pariente muerto. Creen que en los huesos reside la energía vital de la persona fallecida y que al ingerir sus cenizas la reintegran al grupo familiar.
Utilizan la sustancia tóxica de unas plantas para impregnar las puntas de sus flechas. Este veneno (curare) paraliza al animal cazado sin alterar su consciencia ni la sensibilidad.
Las mujeres se adornan atravesando con un palo pequeño su tabique nasal y las comisuras de los labios. Utilizan también pinturas corporales. La etnia lleva siempre el mismo corte de pelo, con flequillo y la coronilla rasurada (estilo capuchino). Las cicatrices son muestra de valor y madurez. Tienen una pequeña estatura y solo se visten con un cinturón tubular los hombres y un pequeño fleco las mujeres.
La primera persona que estudió de manera formal los mitos y el lenguaje de los yanomamis fue el etnólogo Theodor Koch-Grünberg, quien visitó Roraima en 1912. Posteriormente, en los años setenta, por medio de la beca de la Fundação de Auxílio à Pesquisa do Estado de São Paulo (Fapesp) para estudiar a la tribu, la fotoperiodista húngaro-brasileña Claudia Andujar realizó sus primeros trabajos con la comunidad, lo que la llevaría a desarrollar un comprometido trabajo de registro y conservación del pueblo.

## Subsistencia
Los yanomamis se desplazan continuamente, es decir, son nómadas. Estos desplazamientos están motivados por el corto periodo de la productividad de sus cultivos. Cultivan en sus huertos la mayoría de alimentos: plátano, ñame, batata y malanga. Un cultivo dura dos o tres años. Cuando la tierra se agota, el poblado crea una nueva plantación en otro lugar. También recolectan productos silvestres y comen ranas.
Practican la caza todo el año, individualmente o en grupos, y utilizan el arco y la flecha. La pesca se practica con menos frecuencia y para pescar utilizan la flecha y el timbó, una especie de planta que pulverizan y esparcen en el agua para aturdir a los peces y de esta manera poder capturarlos fácilmente.
Al basar su economía en principios básicos de autoconsumo (elaboración de sus propias pertenencias, como cestas, garrotes, arcos y flechas), no tienen relaciones comerciales con pueblos vecinos. Actualmente siguen utilizando motivos «decorativos» ancestrales en sus cuerpos, los cuales se estampan con ciertos pigmentos naturales. Utilizan un veneno llamado curare, que untan en la punta de las flechas para cazar su alimento. También consumen la planta «epená» o virola, que contiene una sustancia alucinógena que utilizan en rituales curativos por los chamanes para comunicarse con los espíritus. Se utiliza en poca cantidad y en polvo, y se introduce en el chamán por medio de las fosas nasales soplándola a través de un palo hueco.

## Vestimenta
Debido a las condiciones climáticas, su vestimenta es muy ligera. Se visten con fines ornamentales más que protectores; un hombre no lleva nada más que unas cuantas cuerdas de algodón en muñecas, tobillos y cintura, y el prepucio sujeto a la cuerda de esta última. También usan ramas enrolladas al cuerpo que tienen el nombre de «guayuco».
La vestimenta de las mujeres es igualmente escueta. Generalmente, se pintan el cuerpo con muchos colores, principalmente rojo y negro. Además, se ponen collares, plumas en la cabeza y atadas a los brazos y pendientes.
También la vestimenta tiene rasgos indígenas y criollos. El hombre se viste con guayuco y camisa corriente, las mujeres usan un camisón largo a manera de bata, llamada «sayal» o bata kariña.

## Vida social
La vida social se organiza en torno a los principios tribales tradicionales: relaciones de parentesco, descendencia de los antepasados, intercambios matrimoniales entre familiares o grupos con un parentesco común y la autoridad transitoria de jefes distinguidos que intentan mantener el orden en la aldea y son responsables de establecer las relaciones de la comunidad con otras aldeas. El liderazgo suele estar vinculado al parentesco y los vínculos matrimoniales: los hombres grandes o líderes, proceden de las familias más numerosas de las aldeas. Según su ingenio, sabiduría y carisma pueden convertirse en autócratas, aunque la mayoría de los jefes se limitan a actuar como superiores ante sus iguales. No están exentos de limpiar los huertos, recolectar, cosechar, plantar y cazar. 
Son al mismo tiempo pacificadores y valientes guerreros. La pacificación pasa a menudo por la amenaza o el uso de la fuerza, de ahí que la mayoría de los jefes tengan fama de waiteri o fieros.

## Controversias
- A mediados de la década de 1970 los garimpeiros (buscadores de oro independientes) comenzaron a entrar en el territorio yanomami. En el lugar donde estos garimpeiros se establecieron, mataron a miembros del pueblo yanomami con el fin de aterrorizarlos y poder efectuar actividades ilegales en sus tierras. Además, las técnicas mineras de los garimpeiros causaron degradación medioambiental. En 1990 más de 40 000 garimpeiros entraron en tierras de los yanomamis. En 1992 el presidente de Brasil Collor de Mello aceptó la inauguración de un Parque Yanomami tras una campaña internacional de presión de Survival International, formada por antropólogos brasileños y otros países, un proyecto que empezó a principios de los años 1970. Estos ataques se han producido durante los últimos 40 años, concretamente se documentaron matanzas en 1993 y 2012. Los gobiernos de Brasil y Venezuela no tienen programas adecuados para evitar la entrada de extraños en las tierras de los yanomani, por lo que buscadores de fortuna siguen entrando en estas tierras.

- También ha existido controversias éticas relacionadas con la extracción de muestras de sangre yanomami tomadas por científicos como Napoleon Chagnon y su asociado James Neel para estudiarlas.[6] Aunque las tradiciones religiosas de los yanomamis prohíben guardar cualquier parte del cuerpo después de la muerte de la persona, no se avisó a los donantes que estas muestras de sangre iban a ser guardadas para experimentos. Varias delegaciones prominentes de los yanomamis, han mandado cartas a los científicos que están investigándolas, pidiendo que se les devuelvan las muestras de sangre. En cuanto los científicos hayan averiguado a quién enviarlas y cómo evitar riesgos sanitarios, se enviarán las muestras al Amazonas. Miembros de la Asociación Antropológica Americana debatieron este asunto. Votaron 846 a 338 para rescindir un informe de 2002 sobre acusaciones de mala conducta por parte de eruditos estudiando a los yanomamis. Esta discusión ha causado protestas después de que Patrick Tierney publicase Darkness in El Dorado en 2000 (trad. esp. El saqueo de El dorado). El libro acusó a diversos antropólogos de haber causado daño —y en algunos casos la muerte— de miembros del pueblo yanomami a quienes estudiaron en los años 60.
- A finales de la década de 1980 se conoció el caso de Yarima, una joven yanomami de la aldea de Hasupuwei-teri, ubicada relativamente cerca de las cabeceras del río Orinoco en territorio venezolano, quien en concordancia con sus costumbres fue ofrecida en matrimonio por su padre, siendo aún una niña, al antropólogo estadounidense Kenneth Good, quien convivió con la etnia entre 1975 y 1986, y él aceptó a pesar de su inicial resistencia. Ella y su esposo vivieron en un suburbio de Nueva Jersey junto a sus tres hijos. Aunque la familia emprendía largos viajes a través de la selva amazónica de regreso al shabono de donde es originaria Yarima, las diferencias culturales y el estilo de vida estadounidense fueron convirtiéndose en un obstáculo imposible de superar para ella y acabó abandonando a su esposo e hijos en 1993 para regresar a su lugar de origen. En 2013 el caso volvió a tomar notoriedad cuando se dio a conocer que su hijo mayor, David Good, había logrado en 2011 reencontrarse con su madre en la selva amazónica.[1]

## La masacre de Haximú
Fue un conflicto armado en el año 1993, en Haximú, Brasil, cerca de la frontera con Venezuela. Sin embargo, el informe 32/12 de la Comisión Interamericana de Derechos Humanos, indica que las autoridades de Brasil y Venezuela se trasladaron al lugar de los hechos en los meses de agosto y septiembre de 1953, y determinaron que la aldea Haximú se encontraban en territorio venezolano. Unos dieciséis yanomamis fueron asesinados por un grupo de garimpeiros. 
En una sesión plenaria, la Corte Suprema Federal de Brasil (STF) reafirmó que el crimen conocido como la "masacre de Haximu" (cometido contra los yanomami en 1993 fue un genocidio. Fue una decisión unánime que se tomó durante el juicio de apelación extraordinaria (RE) 351487.
Al comentar este caso, la ONG Survival International dijo: “La convención de la ONU sobre genocidio, ratificada por Brasil, dice que la matanza ‘con la intención de destruir, enteramente o en partes, un grupo nacional, étnico, racial, o religioso’ es genocidio. La sentencia de la Corte Suprema es muy significativa y sirve como advertencia importante para aquellos que continúan cometiendo crímenes contra pueblos indígenas en Brasil.”

## Brote de sarampión
Survival International y Wataniba, organizaciones que defienden los derechos de pueblos indígenas, alertaron en junio de 2018 sobre un brote de sarampión que afecta a varias comunidades amazónicas de yanomamis residentes en Brasil y Venezuela. Al haber entrado en contacto con la sociedad industrializada hace pocas décadas, los yanomami son altamente vulnerables a enfermedades contagiosas por no haber desarrollado inmunidad contra enfermedades comunes.
La Organización Panamericana de la Salud (OPS) confirmó en junio el brote de sarampión, señalando en su informe epidemiológico 995 casos notificados en Brasil: 611 en Amazonas y 384 en Roraima, los dos estados con mayor presencia de indígenas yanomami.

## Situación jurídica en Venezuela
En Venezuela viven de acuerdo con el censo del 2001, 33 diferentes pueblos indígenas. En total suman más de 536.000 personas. Los pueblos indígenas representan un 2,3% de la población venezolana. La mayoría de los pobladores indígenas en Venezuela viven en zonas rurales y tropicales en el noreste del país, especialmente en el Delta del Orinoco, en el estado Bolívar hasta la frontera con Guyana y Brasil, en la zona amazónica y en el suroeste del país en el estado de Apure y el noroeste del estado de Zulia.
La mayoría de la población indígena venezolana vive en zonas de protección del medio ambiente (Área Bajo Régimen de Administración Especial - ABRAE). En general se trata de parques nacionales, reservas forestales, monumentos naturales, áreas protegidas, reservas de la biosfera, etc. Algunas de estas zonas fueron clasificadas como Patrimonio de la Humanidad. Entre los pueblos indígenas más numerosos se cuentan los piaroas, los waraos, los yukpas, los yanomamis, los barís, los pemós, los wayúus, los makiritares, los panares, los pumés, y los kari'ñas.
La situación jurídica de los pueblos indígenas ha cambiado con la enmienda constitucional de 1999. Con el cambio constitucional se fortalecen los derechos integrales de los pueblos indígenas y se les da un papel activo en el país. Del mismo modo, la Constitución venezolana reconoce la existencia de los pueblos y comunidades indígenas, su organización social, política y económica, sus costumbres culturales y religiosas, sus lenguas y hábitat. El derecho a la propiedad colectiva de sus tierras también está garantizado.
Las lenguas indígenas son lenguas oficiales para los pueblos indígenas y en todo el territorio de la República deben ser respetadas, ya que representan una riqueza cultural de la nación y de la humanidad. A los pueblos indígenas se les concede además una activa participación y representación política en el Parlamento.
La Organización de los Pueblos Indígenas en el Amazonas (ORPIA) lucha desde su fundación en 1993 por los intereses de la población indígena venezolana en el Amazonas. ORPIA  tiene como objetivo materializar los ideales de los pueblos indígenas para preservar su identidad biosico – social, histórico y cultural. Sus metas consisten en fijar líneas de acción en las áreas de Territorio, Educación, Ciencia y Tecnología, Protección Ambiental, Derechos Humanos, Salud en pro del bienestar, progreso y desarrollo armónico de las etnias del Amazonas